# Johann Georg Bausback
Johann Georg Bausback (* 29. März 1780 in Kitzingen; † 1. September 1851 in Bamberg) war ein deutscher Jurist.
Bausback kam aus einfachen Verhältnissen. Nach seiner Schulzeit begann er Jura zu studieren und bereits während seines Studiums wurde er seiner Leistungen wegen mehrmals ausgezeichnet.
Nach erfolgreichem Abschluss seines Studiums berief man Bausback 1806 als Aktuar des Landgerichts in Sulzheim. Einige Jahre später wurde er zum Assessor befördert und nach Ebrach bzw. nach Gremsdorf versetzt. In Gremsdorf heiratete er und dort kam auch sein Sohn Friedrich Bausback zur Welt.
Mit 38 Jahren wurde er als Ziviladjunkt an das Stadtgericht nach Hof versetzt und Ende desselben Jahres als Assessor an das Stadtgericht nach Bamberg. Dort avancierte Bausback später zum Gerichtsrat. Als er während der napoleonischen Kriege eine öffentliche Sammlung zugunsten Verwundeter initiierte, wurde er 1807 öffentlich und allerherzlichst belobigt.
Bausback publizierte einige juristische Abhandlungen, in denen er sich immer bemühte, komplizierte rechtliche Sachverhalte allgemeinverständlich zu erklären. 1840, vier Jahre nach dem Tod seines Sohnes, veröffentlichte er dessen Werke und schrieb dazu auch dessen Biographie.
Im Alter von 71 Jahren starb Johann Georg Bausback Anfang September 1851 in Bamberg.

## Schriften
- Über den einzig richtigen Gesichtspunkt der Vertragslehre. Mit einer Vorrede über das Verhältniss der ideellen zur reellen Rechtswissenschaft; oder des sogenannten Naturrechts zur Philosophie des positiven Rechts. Langbein und Klüger, Arnstadt u. a. 1805, Digitalisat.